# Job Hubatka
Job Hubatka is een Nederlands bariton.
Job Hubatka studeerde zang aan de conservatoria van Amsterdam, Den Haag en Metz bij onder anderen Charles van Tassel en later Udo Reinemann. Hij volgde masterclasses bij Charlotte Margiono, Margreet Honig, Max van Egmond en Noël Lee. Na het conservatorium werkte hij met Irene Maessen.

## Repertoire
Naast lied en opera zingt hij oratorium. Op zijn repertoire staan de Christuspartijen en de basaria's uit de passies van Johann Sebastian Bach. Daarnaast zingt hij  missen van Johannes Brahms, Rossini en Maurice Duruflé. In 2006 had hij een solorol in de Alzheimeropera van Chiel Meijering. 

## Tv-optreden
Op 10 april 2006 was Job Hubatka samen met Max van Egmond te gast bij het NCRV-programma Schepper & Co in een uitzending over de Matthäuspassion van Bach.